# Pierre Bican
Pierre Bican est un footballeur et pongiste français né le 11 juillet 1921 à Paris et mort à Meudon le 18 novembre 2013. 
Lors de sa carrière de footballeur il a joué au Red Star Olympique Audonien de 1948 à 1949 puis au Stade français-Red Star de 1948 à 1950. Après sa carrière de joueur, il fut entraîneur du Cercle athlétique de Paris de 1953 à 1955.

## Carrière

### Football
- Amiens
- Red Star
- Toulouse
- Red Star
- Stade français-Red Star

### Tennis de table
En tennis de table, Pierre Bican était licencié au Ping Pong Club de Clamart. En 1938 ou 1939, il devint champion de France F.S.G.T. puis il remporte peu de temps après le championnat de Paris de la F.S.G.T par équipe avec Berger, Claude Forbin, et Robert Picard.